# Pedro de Cevallos
Pedro Antonio de Cevallos Cortés y Calderón, född den 29 juni 1715 i Cádiz, död den 26 december 1778 i Córdoba, var en spansk politiker och militär.
Cevallos var guvernör av Buenos Aires 1756-66. Efter bildandet av vicekungadömet Río de la Plata år 1776 var han från den 15 oktober 1777 till den 26 juni 1778 den förste vicekungen där.